# 死锤

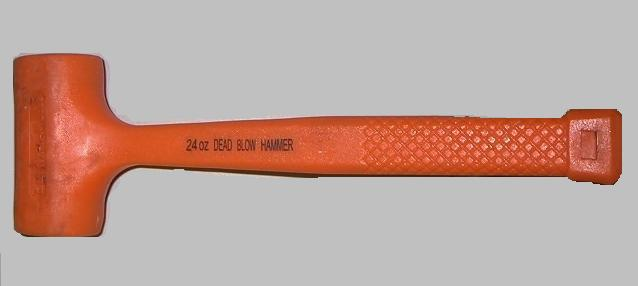
死锤

死锤（英語：Dead-blow hammer），又叫无回弹锤，是一种专用的弹性槌，其内部构造并非实心，而是通常塞以钢片钢珠，并在锤头形成空腔，有助于最大限度地减少对被击打表面的损坏并控制打击力，同时最大限度地减少锤子以及被击打表面的回弹。死锤常用于汽车维修、液压机械维护、木材加工、金属加工甚至骨科手术之中。